# Romana Simonson
Romana Simonson (ur. w 1887, zm. w XX w.; fl. ca 1934–1936) – polska tłumaczka literatury francuskiej i amerykańskiej.
Mieszkała w Warszawie (?). W 1944, po upadku powstania warszawskiego była więźniarką w obozie przejściowym Durchgangslager (Dulag) 121 w Pruszkowie. Ponieważ była już w podeszłym wieku to została zwolniona z obozu dnia 8 października 1944.

## Prace translatorskie
W dwudziestoleciu międzywojennym XX wieku przetłumaczyła na język polski powieści Jules'a Verne'a: Morze na Saharze (1934) i Jamesa Fenimore'a Coopera: Kolonia na kraterze (Crater or Vulcan's peak) (1936) .
O tym drugim przekładzie wypowiada się Cz. Rokicki w artykule Jak się kształci język młodzieży i zarzuca tłumaczce liczne błędy językowe (głównie rusycyzmy) i że całe opracowanie (jest) liche i niedbałe.